# SWIFT
SWIFT (acronim al Society for Worldwide Interbank Financial Telecommunication, în română „Societatea pentru Telecomunicații Financiare Interbancare Mondiale”) este o cooperativă înființată în 1973 în Belgia, care oferă rețeaua de mesagerie prin care sunt inițiate plățile internaționale. Această companie vinde software și servicii instituțiilor financiare pentru rețeaua sa, SWIFTNet, și atribuie coduri de identificare a afacerilor conform standardului ISO 9362, cunoscute popular sub denumirea de „coduri SWIFT”. Compania este deținută de băncile care utilizează serviciile sale și are sediul în La Hulpe.
În 2018, aproximativ jumătate din toate plățile transfrontaliere de mare valoare la nivel global erau realizate prin rețeaua Swift.

## Istoric
Înainte de înființarea SWIFT, tranzacțiile financiare internaționale erau comunicate prin sistemul Telex, un sistem public care implica scrierea și citirea manuală a mesajelor. SWIFT a fost creată din teama a ceea ce s-ar fi putut întâmpla dacă o entitate privată unică, complet americană, ar fi controlat fluxurile financiare globale, ceea ce, anterior, era First National City Bank (FNCB) din New York, ulterior cunoscută ca Citibank. Ca răspuns la protocolul FNCB, competitorii acestuia din SUA și Europa au promovat un sistem alternativ de mesagerie „care putea înlocui furnizorii publici și accelera procesul de plată”.
SWIFT a fost fondată la Bruxelles pe 3 mai 1973. Inițial, a fost susținută de 239 de bănci din 15 țări. A început rapid să stabilească standarde comune pentru tranzacțiile financiare și un sistem comun de procesare a datelor și o rețea globală de comunicații. Procedurile fundamentale de funcționare și regulile privind responsabilitatea au fost stabilite în 1975, iar primul mesaj a fost trimis în mod ceremonial de Prințul Albert al Belgiei, la 9 mai 1977.

## Funcționare
SWIFT acționează ca un purtător de mesaje cu instrucțiuni de plată între instituțiile financiare din întreaga lume. Aceasta doar transmite informația necesară pentru ca plățile să aibă loc între bănci și nu deține bani, nu are conturi pentru clienți și nu face decontări. Astfel SWIFT este un software care ajută băncile să se conecteze și să comunice prin mesaje standarde într-o rețea internațională.
Produsele SWIFT includ:
- SWIFT FIN: Sistemul principal pentru mesaje financiare standardizate între bănci și instituții financiare.
- SWIFTNet: Rețeaua prin care circulă mesajele SWIFT, asigurând securitate și fiabilitate.
- Global Payments Innovation (GPI): Serviciu îmbunătățit pentru plăți internaționale rapide și transparente.
- SWIFT Alliance: Software pentru gestionarea mesajelor SWIFT.
- SWIFTRef: Serviciu care oferă referințe financiare standardizate, cum ar fi coduri IBAN, BIC etc.

Structura acționariatului SWIFT este ajustată la fiecare trei ani, în funcție de volumul de activitate generat de membrii rețelei, asigurând astfel că membrii cei mai activi au cea mai mare influență, indiferent de regiunea geografică.

## Mesaje SWIFT
Rețeaua SWIFT transmite mesaje financiare standardizate între instituții financiare din întreaga lume. Pentru acestea există două formate principale: MT (Message Type) bazat pe text și MX (ISO 20022 care este bazat pe XML).
Fiecare mesaj este compus din câmpuri cu coduri standardizate, precum referința unică a tranzacției, dată, valută, sumă, expeditorul plății, destinatarul, detalii privind plata. SWIFT percepe taxe pentru transmiterea mesajelor între bănci, în funcție de lungimea mesajului (pe caractere) și volumul tranzacțiilor. Acest model de tarifare încurajează utilizarea eficientă a spațiului, motiv pentru care limbajul utilizat este adesea criptic sau prescurtat.
Mesajele SWIFT sunt folosite pentru transferuri internaționale, transferuri interbancare, confirmări de tranzacții și extrase de cont.

## Standarde
SWIFT a devenit standardul industriei pentru sintaxa mesajelor financiare. Mesajele formate după standardele SWIFT pot fi citite și procesate de multe sisteme financiare, chiar dacă nu au fost transmise prin rețeaua SWIFT. Aceasta este și autoritatea de înregistrare pentru următoarele standarde ISO:
- ISO 9362: Coduri de identificare bancară (BIC)
- ISO 10383: Coduri pentru burse și identificarea piețelor (MIC)
- ISO 13616: Registrul IBAN
- ISO 15022: Dicționar de câmpuri pentru mesaje financiare
- ISO 20022: Schema universală de mesaje pentru industria financiară

SWIFT nu este un sistem de plăți, dar este considerat esențial pentru sistemul financiar global și se află sub supravegherea autorităților publice.

## Conferința Sibos
Sibos (cunoscut anterior ca Seminarul Internațional SWIFT pentru Operațiuni Bancare) este un eveniment global dedicat serviciilor financiare. Această conferință anuală include o expoziție și evenimente de networking și este organizată de SWIFT pentru industria financiară, având loc în fiecare an în orașe importante din întreaga lume. Temele variază de la an la an, dar rămân întotdeauna adaptate peisajului actual al ecosistemului financiar global.
Participarea medie anuală este de peste 7.000 de persoane din întreaga lume care activează în industria serviciilor financiare. Cea mai mare participare a fost înregistrată la ediția din 2019, desfășurată la Londra, cu aproximativ 11.500 de participanți.
| An   | Oraș      | Țară          | Regiune         | Perioadă                    |
| ---- | --------- | ------------- | --------------- | --------------------------- |
| 2024 | Beijing   | China         | Asia            | 18 - 21 septembrie          |
| 2025 | Frankfurt | Germania      | Europa          | 29 septembrie - 2 octombrie |
| 2026 | Miami     | Statele Unite | America de Nord | 28 septembrie - 1 octombrie |
| 2027 | Singapore | Singapore     | Asia            | 11 - 14 octombrie           |

## Alternative
Alternativele propuse la sistemul SWIFT includ:
- CIPS: sponsorizat de China, pentru tranzacții în yuani (RMB)
- SFMS: sponzorizat de India.
- SPFS: sponsorizat de Rusia
- INSTEX : sponsorizat de Uniunea Europeană pentru tranzacții cu Iran (excluzând dolarul american), lichidat în martie 2023

## Sancțiuni

### Iran
În ianuarie 2012, grupul de advocacy United Against Nuclear Iran (UANI) a lansat o campanie prin care solicita SWIFT să întrerupă toate relațiile cu sistemul bancar iranian, inclusiv cu Banca Centrală a Iranului. UANI a susținut că apartenența Iranului la SWIFT încălca sancțiunile financiare impuse de SUA și UE, precum și propriile reguli corporative ale SWIFT.
Ca urmare, în februarie 2012, Comitetul bancar al Senatului SUA a aprobat în unanimitate sancțiuni împotriva SWIFT, menite să o determine să întrerupă legăturile cu băncile iraniene aflate pe lista neagră. Excluderea Iranului din SWIFT i-ar fi putut nega accesul la miliarde de dolari din venituri, deși nu ar fi împiedicat folosirea sistemelor alternative.
Inițial, SWIFT a negat că ar acționa ilegal, dar ulterior a declarat că „lucrează cu guvernele SUA și ale Europei pentru a răspunde îngrijorărilor că serviciile sale financiare sunt folosite de Iran pentru a evita sancțiunile și a desfășura activități ilegale”. Pe 17 martie 2012, în urma unui acord între cele 27 de state membre ale Consiliului UE, SWIFT a deconectat toate băncile iraniene identificate ca încălcând sancțiunile europene și a avertizat că și alte instituții financiare iraniene ar putea fi deconectate.
În februarie 2016, majoritatea băncilor iraniene au fost reconectate la rețea, după ridicarea sancțiunilor în baza Acordului Nuclear (JCPOA).
În noiembrie 2024, Iranul a adoptat o nouă abordare strategică, lansând ACUMER, ca alternativă la sistemul de plăți SWIFT. ACUMER a fost conceput ca reacție la sancțiunile internaționale impuse de SUA, care au afectat competitivitatea Iranului în comerțul internațional. De mult timp, Iranul intenționa să dezvolte o alternativă viabilă la SWIFT pentru a-și susține activitățile economice.

### Israel
În 2014, SWIFT a respins cererile activiștilor pro-palestinieni de a revoca accesul băncilor israeliene la rețea, în contextul ocupației teritoriale palestiniene de către Israel.

### Rusia și Belarus
În august 2014, Regatul Unit plănuia să convingă UE să blocheze accesul Rusiei la SWIFT, ca sancțiune pentru intervenția militară rusă în Ucraina. SWIFT a refuzat. Banca Centrală a Rusiei a dezvoltat o alternativă numită SPFS ca măsură de rezervă.
Înaintea invaziei ruse din 2022 în Ucraina, SUA a pregătit sancțiuni preliminare împotriva Rusiei, dar nu a inclus excluderea din SWIFT. După începerea invaziei, miniștrii de externe ai statelor baltice (Lituania, Letonia și Estonia) au cerut ca Rusia să fie deconectată de la SWIFT. Totuși, unele state UE au fost reticente, deoarece băncile europene aveau o expunere mare în Rusia și Rusia dezvoltase deja SPFS.
În cele din urmă, UE, Marea Britanie, Canada și SUA au convenit să elimine unele bănci rusești din SWIFT, ca răspuns la invazie. Franța, Germania, Italia și Japonia au emis declarații individuale de susținere. Pe 20 martie 2023, Rusia a fost exclusă oficial din SWIFT.
Uniunea Europeană a introdus primele sancțiuni împotriva Belarusului pe 27 februarie 2022, interzicând categorii de produse precum lemnul, oțelul, combustibilii minerali și tutunul. Premierul Lituaniei a propus deconectarea Belarusului de la SWIFT. UE, care nu-l recunoaște pe Lukasenko ca președinte legitim, a început planuri pentru extinderea sancțiunilor aplicate Rusiei.

## Controverse

### Ineficiență
SWIFT a fost criticată pentru ineficiență. În 2018, publicația Financial Times din Londra a notat că transferurile „trec frecvent prin mai multe bănci înainte de a ajunge la destinația finală, ceea ce le face consumatoare de timp, costisitoare și lipsite de transparență în ceea ce privește suma finală care va ajunge la beneficiar”. SWIFT a introdus ulterior un serviciu îmbunătățit numit Global Payments Innovation (GPI), susținând că acesta a fost adoptat de 165 de bănci și că jumătate dintre plăți erau finalizate în decurs de 30 de minute.
Noul standard, care includea și SWIFT Go, a fost conceput pentru a primi și efectua plăți internaționale de valoare mică. Una dintre schimbările semnificative a fost ca suma tranzacției să nu difere de la început până la final (datorită comisioanelor). Totuși, până în 2023, adoptarea sa a fost inegală deoarece necesită core banking actualizat și integrat pentru a fi compatibil.

### Supravegherea de către guvernul SUA
După atacurile din 11 septembrie, autoritățile americane au creat un program numit Terrorist Finance Tracking Program pentru a obține acces la baza de date de tranzacții a SWIFT. După publicarea acestor articole, SWIFT s-a confruntat cu presiuni semnificative pentru compromiterea confidențialității datelor clienților, permițând guvernelor accesul la informații personale sensibile. În septembrie 2006, guvernul belgian a declarat că aceste interacțiuni dintre SWIFT și autoritățile americane reprezentau o încălcare a legislației belgiene și europene privind protecția datelor.
Ca reacție și pentru a răspunde îngrijorărilor membrilor cu privire la confidențialitate, SWIFT a început un proces de îmbunătățire a arhitecturii sale, implementând o arhitectură distribuită cu un model pe două zone pentru stocarea mesajelor.
În septembrie 2013, Der Spiegel a relatat că Agenția de Securitate Națională (NSA) monitoriza pe scară largă tranzacțiile bancare prin SWIFT, precum și tranzacțiile cu carduri de credit. NSA intercepta și stoca date din rețeaua SWIFT, utilizată de mii de bănci pentru a trimite informații despre tranzacții în siguranță. SWIFT era desemnată drept „țintă”, conform documentelor scurse de Edward Snowden. Aceste documente arătau că NSA spiona SWIFT prin diverse metode, inclusiv prin citirea „traficului imprimantelor SWIFT din numeroase bănci”. În aprilie 2017, un grup cunoscut sub numele de Shadow Brokers a publicat fișiere presupus provenite de la NSA, care indicau că agenția monitoriza tranzacțiile financiare realizate prin SWIFT.

### Securitate
În 2016, potrivit unui raport publicat de The New York Times, un furt de 81 de milioane de dolari de la banca centrală a Bangladeshului, prin contul acesteia de la Banca Federală de Rezervă din New York, a fost atribuit unei breșe de securitate în software-ul Alliance Access al SWIFT. Societatea a recunoscut că nu a fost prima tentativă de acest gen, iar securitatea sistemului de transferuri a fost reevaluată ca urmare a incidentului. La scurt timp după raportările privind furtul din Bangladesh, a fost semnalat un al doilea atac, aparent legat, care a vizat o bancă comercială din Vietnam.
Ambele atacuri au implicat malware conceput atât pentru a trimite mesaje SWIFT neautorizate, cât și pentru a ascunde faptul că aceste mesaje fuseseră expediate. După ce malware-ul trimitea mesajele SWIFT care sustrăgeau fondurile, ștergea înregistrările din baza de date referitoare la transferuri și lua măsuri suplimentare pentru a preveni ca mesajele de confirmare să dezvăluie furtul. În cazul Bangladeshului, mesajele de confirmare ar fi apărut într-un raport tipărit pe hârtie; malware-ul a modificat aceste rapoarte atunci când au fost trimise către imprimantă. În al doilea caz, banca folosea un raport în format PDF; malware-ul a modificat vizualizatorul PDF pentru a ascunde transferurile.
În mai 2016, Banco del Austro (BDA) din Ecuador a dat în judecată Wells Fargo după ce aceasta din urmă a onorat cereri de transferuri în valoare de 12 milioane de dolari, care fuseseră inițiate de infractori. În acest caz, aceștia au trimis mesaje SWIFT care imitau cereri de transfer recent anulate de către BDA, dar cu sume ușor modificate; rapoartele nu precizează cum au reușit atacatorii să obțină acces pentru a trimite mesajele SWIFT. BDA susține că Wells Fargo ar fi trebuit să detecteze mesajele suspecte, care au fost trimise în afara orelor de lucru normale ale BDA și aveau valori neobișnuite. Wells Fargo afirmă că BDA este responsabilă pentru pierderi, deoarece atacatorii au obținut acreditările SWIFT legitime ale unui angajat BDA și au trimis mesaje complet autentificate.
În prima jumătate a anului 2016, o bancă ucraineană anonimă și alte instituții au fost raportate ca fiind „compromise” prin rețeaua SWIFT și au suferit pierderi financiare.
În martie 2022, ziarul elvețian Neue Zürcher Zeitung a relatat despre intensificarea măsurilor de securitate de către Poliția de Stat din Thurgau la centrul de date SWIFT din Diessenhofen. După excluderea majorității băncilor rusești din sistemul privat de plăți, riscul de sabotaj a fost considerat crescut.